# ウィリー・ナオルス
ウィリー・ナオルス (Willie Naulls, 1934年10月7日 - 2018年11月22日) は、アメリカ男子プロバスケットボールリーグNBAで活躍した元バスケットボール選手。テキサス州ダラス出身。全盛期をニューヨーク・ニックスで過ごし、キャリア終盤はボストン・セルティックスにて3度の優勝に貢献した。

## 経歴
UCLA卒業後、1956年のNBAドラフトにてセントルイス・ホークスから指名を受けてNBA入りを果たす。迎えたルーキーイヤーはシーズン序盤でトレードに出され、ナオルスはキャリアの大半を過ごすニューヨーク・ニックスに移籍した。このシーズンは10.1得点8.7リバウンドを記録した。
ニックスでの2年目以降はリッチー・ゲーリンやケニー・シアーズらと共にチームの中心選手として活躍。1957-58シーズンは18.1得点11.8リバウンドの平均ダブル・ダブルを達成し、オールスターにも初選出された。1959-60シーズンには21.4得点14.2リバウンドと得点アベレージを20点に乗せ、以降3シーズン連続でアベレージ20得点10リバウンド以上を維持し、1961-62シーズンはキャリアハイとなる25.0得点11.6リバウンドを記録している。またこの時期ナオルスはアメリカの主要プロチームの中では初となる、黒人キャプテンとしてチームを支えた。しかし当時低迷期に入っていたニックスは彼の所属期間中プレーオフに出場できたのは僅かに1回のみと浮上の機会を見出せなかった。そしてチーム内でジョニー・グリーンが台頭を見せたため、ナオルスは1962-63シーズン中にサンフランシスコ・ウォリアーズにトレードされた。さらにシーズン終了後にボストン・セルティックスに移籍する。
黄金期を迎えていたセルティックスではトム・ヘインソーンのバッグアップとしてプレイ。自然と成績は後退したが、ナオルスはセルティックスでの3シーズンで3度の優勝を経験した。また1964年12月26日にはヘインソーンが負傷したため、ナオルスは先発に昇進。この時の先発メンバーはビル・ラッセル、K.C.ジョーンズ、サム・ジョーンズ、トム・サンダース、そしてナオルスと、全員が黒人であり、セルティックスはNBA初の先発全員を黒人にしたチームとなった。
ナオルスは1966年に現役から引退した。NBA通算成績は10シーズン716試合の出場で、11,305得点6,508リバウンド、平均15.8得点9.1リバウンドだった。
主な業績
- NBAファイナル制覇　1964年－1966年
- オールスター　1958年, 1960年－1962年
- UCLA体育殿堂

## 個人成績
| †    | NBAチャンピオン |
| 太字 | キャリアハイ    |

### レギュラーシーズン
| Season   | Team     | GP  | MPG  | FG%  | FT%  | RPG  | APG | PPG  |
| -------- | -------- | --- | ---- | ---- | ---- | ---- | --- | ---- |
| 1956–57  | STL      | 19  | 23.1 | .365 | .683 | 8.8  | 1.2 | 10.3 |
| 1956–57  | NYK      | 52  | 25.8 | .355 | .674 | 8.7  | 1.2 | 10.1 |
| 1957–58  | NYK      | 68  | 34.8 | .397 | .826 | 11.8 | 1.4 | 18.1 |
| 1958–59  | NYK      | 68  | 30.3 | .378 | .830 | 10.6 | 1.5 | 15.7 |
| 1959–60  | NYK      | 65  | 34.6 | .428 | .836 | 14.2 | 2.1 | 21.4 |
| 1960–61  | NYK      | 79  | 37.7 | .428 | .816 | 13.4 | 2.4 | 23.4 |
| 1961–62  | NYK      | 75  | 39.7 | .415 | .842 | 11.6 | 2.6 | 25.0 |
| 1962–63  | NYK      | 23  | 29.4 | .413 | .813 | 8.7  | 1.9 | 16.9 |
| 1962–63  | SFW      | 47  | 26.1 | .420 | .793 | 6.7  | 1.2 | 11.0 |
| 1963–64† | BOS      | 78  | 18.1 | .417 | .796 | 4.6  | .8  | 9.8  |
| 1964–65† | BOS      | 71  | 20.6 | .384 | .813 | 4.7  | 1.0 | 10.5 |
| 1965–66† | BOS      | 71  | 20.2 | .402 | .794 | 4.5  | 1.0 | 10.7 |
| Career   | Career   | 716 | 28.8 | .406 | .812 | 9.1  | 1.6 | 15.8 |
| All-Star | All-Star | 4   | 19.3 | .340 | .750 | 6.5  | .5  | 10.0 |

### プレーオフ
| Year   | Team   | GP | MPG  | FG%  | FT%  | RPG  | APG | PPG  |
| ------ | ------ | -- | ---- | ---- | ---- | ---- | --- | ---- |
| 1959   | NYK    | 2  | 31.5 | .333 | .750 | 10.5 | 1.5 | 17.0 |
| 1964†  | BOS    | 10 | 16.7 | .389 | .739 | 4.6  | .8  | 9.1  |
| 1965†  | BOS    | 12 | 15.0 | .411 | .667 | 4.3  | .8  | 7.3  |
| 1966†  | BOS    | 11 | 6.8  | .257 | .810 | 1.5  | .1  | 3.2  |
| Career | Career | 35 | 13.9 | .371 | .746 | 3.8  | .6  | 7.1  |